# Dzień jeden w roku (piosenka)
Dzień jeden w roku – piosenka napisana przez Seweryna Krajewskiego (muzyka) i Krzysztofa Dzikowskiego (tekst) w 1966 roku, która rok później została wydana na czwórce Czerwone Gitary śpiewają kolędy w wykonaniu zespołu Czerwone Gitary. W 1976 roku utwór opublikowano na albumie Dzień jeden w roku.

## Historia
W 1966 roku, po wydaniu pierwszego albumu przez Czerwone Gitary, dziennikarka Irena Dziedzic zaprosiła członków grupy do świątecznego wydania popularnego wówczas programu telewizyjnego Tele-Echo (1956–1981).

### Tekst
Kilka dni przed występem w produkcji telewizyjnej Jerzy Kossela, współzałożyciel grupy Czerwone Gitary, poprosił Dzikowskiego, z którym już wcześniej współpracował (napisali razem dwa utwory), o dokończenie tekstu świątecznej piosenki, którą później wydano jako „Dzień jeden w roku”. Już wtedy Kossela miał zalążek tekstu tego utworu, który zaczynał się od słów „jest taki dzień, bardzo ciepły, choć grudniowy”, a także większość pierwszej zwrotki, jednak nie miał wtedy czasu tego dokończyć. Kossela sprecyzował zlecenie słowami: „Napisz (…) świąteczną piosenkę, ale żeby to było bardziej o nastroju, o klimacie, bez tych wszystkich religijnych akcesoriów”. Dzikowski, który dodał m.in. frazę „niebo – Ziemi, niebu – Ziemia”, zdziwił się później, gdy się dowiedział, że muzykę napisał Krajewski. Przekonany był, iż kompozytorem będzie Kossela, który w początkowym okresie istnienia grupy był jej ideologiem i kierownikiem artystycznym. Jednym z przykładów tej „ideologii” ówczesnego kierownika Czerwonych Gitar było stworzenie takiej swojskiej i zarazem „świeckiej” kolędy.

### Muzyka
Wcześniej zarówno Kossela, jak i Krzysztof Klenczon ukończyli pisanie odrębnych melodii do tego utworu, ale Kossela nie był zadowolony z obu. Wtedy za skomponowanie muzyki zabrał się Krajewski, któremu – mimo że pracował pod dużą presją czasu – udało się napisać melodię w ciągu jednej nocy. Efekty jego pracy usatysfakcjonowały Kosselę.

## Występ w telewizji
W 1966 roku zespół wykonał piosenkę „Dzień jeden w roku” w świątecznym wydaniu programu Tele-Echo, który poprowadziła Irena Dziedzic. Muzycy, śpiewając z kartki, zagrali i zaśpiewali też dwie kolędy („Mizerna cicha”, „Przybieżeli do Betlejem”) i jedną pastorałkę („Mości gospodarzu”). Był to pierwszy odcinek Tele-Echa, który wyemitowano z odtworzenia (wcześniejsze transmisje były na żywo).

## Późniejsze aranżacje
W maju 1967 roku, już po opuszczeniu przez Kosselę zespołu Czerwone Gitary, muzycy nagrali na epkę Czerwone Gitary śpiewają kolędy cztery utwory, które wykonali wcześniej w Tele Echu. W 1976 roku wydano piosenkę „Dzień jeden w roku” w nowej aranżacji, którą zamieszczono na albumie studyjnym Dzień jeden w roku. Tę wersję wzbogacono o sekcję orkiestry smyczkowej.

## Wypowiedzi
W 2001 roku, gdy dziennikarz „Wieczoru Wrocławia” zapytał Seweryna Krajewskiego, czy ma ulubioną piosenkę swojego autorstwa i który to utwór, muzyk odpowiedział:

Mam. Nazywa się «Dzień jeden w roku». Dla mnie jest ideałem ze względu na melodyjność tej muzyki, ze względu na to, że o Bożym Narodzeniu już chyba nie można opowiedzieć prostszymi słowami. No i dochodzi fakt, że «Dzień jeden w roku» nie osłuchał się tak, jak «Anna Maria».

W 2014 roku poseł Józef Rojek miał wygłosić podczas posiedzenia Sejmu przygotowaną wcześniej treść:
„W czasach PRL bardzo popularny wówczas zespół Czerwone Gitary skomponował kolędę zatytułowaną «Dzień jeden w roku». W tekście tej pięknej kolędy, chociaż mówiła ona o szczególnej atmosferze Wigilii, nie było jednak ani słowa Wigilia, ani też wyrażenia Boże Narodzenie, i zapewne dlatego przebój bez sprzeciwu ze strony władz komunistycznych mógł być po wielokroć publicznie wykonywany”.

## Covery
W 1998 roku, Anita Lipnicka i Reni Jusis nagrały cover utworu Dzień jeden w roku który ukazał się na albumie ze świątecznymi piosenkami pt. Jesli tylko tego chcesz.

## Plebiscyty
W 2013, 2015, 2016, 2019 roku w plebiscycie na najlepszy przebój bożonarodzeniowy wszech czasów (początkowo „Najpiękniejsza muzyka na Święta”, później „świąteczny przebój wszech czasów”) przeprowadzonym przez ogólnopolską rozgłośnię RMF Classic (z Krakowa) na pierwszym miejscu znalazła się piosenka „Dzień jeden w roku”, a w 2018 roku utwór był na 2. pozycji zestawienia.
| Rok  | Podium                                        | Podium                                        | Podium                                                | Źr.    |
| Rok  | 1. miejsce                                    | 2. miejsce                                    | 3. miejsce                                            | Źr.    |
| ---- | --------------------------------------------- | --------------------------------------------- | ----------------------------------------------------- | ------ |
| 2013 | „Dzień jeden w roku” (wyk. Czerwone Gitary)   | –                                             | –                                                     | [ 7 ]  |
| 2014 | „Dzień jeden w roku” (wyk. Czerwone Gitary)   | „Last Christmas” (wyk. Wham!)                 | „Driving Home for Christmas” (wyk. Chris Rea)         | [ 12 ] |
| 2015 | „Dzień jeden w roku” (wyk. Czerwone Gitary)   | „Last Christmas” (wyk. Wham!)                 | „Driving Home for Christmas” (wyk. Chris Rea)         | [ 8 ]  |
| 2016 | „Dzień jeden w roku” (wyk. Czerwone Gitary)   | „Driving Home for Christmas” (wyk. Chris Rea) | „Last Christmas” (wyk. Wham!)                         | [ 9 ]  |
| 2018 | „Driving Home for Christmas” (wyk. Chris Rea) | „Dzień jeden w roku” (wyk. Czerwone Gitary)   | „Last Christmas” (wyk. Wham!)                         | [ 11 ] |
| 2019 | „Dzień jeden w roku” (wyk. Czerwone Gitary)   | „Last Christmas” (Wham!)                      | „Bóg narodzi się” (wyk. Grzegorz Markowski / Perfect) | [ 10 ] |

## Listy przebojów
| Rok  | Kraj | Lista             | Pozycja | Źr.    |
| ---- | ---- | ----------------- | ------- | ------ |
| 2015 | PL   | AirPlay – Top 100 | 35      | [ 13 ] |
| 2016 | PL   | AirPlay – Top 100 | 51      | [ 14 ] |
| 2017 | PL   | AirPlay – Top 100 | 38      | [ 15 ] |
| 2018 | PL   | AirPlay – Top 100 | 42      | [ 16 ] |
| 2019 | PL   | AirPlay – Top 100 | 31      | [ 17 ] |
| 2020 | PL   | AirPlay – Top 100 | 25      | [ 18 ] |